# Angold

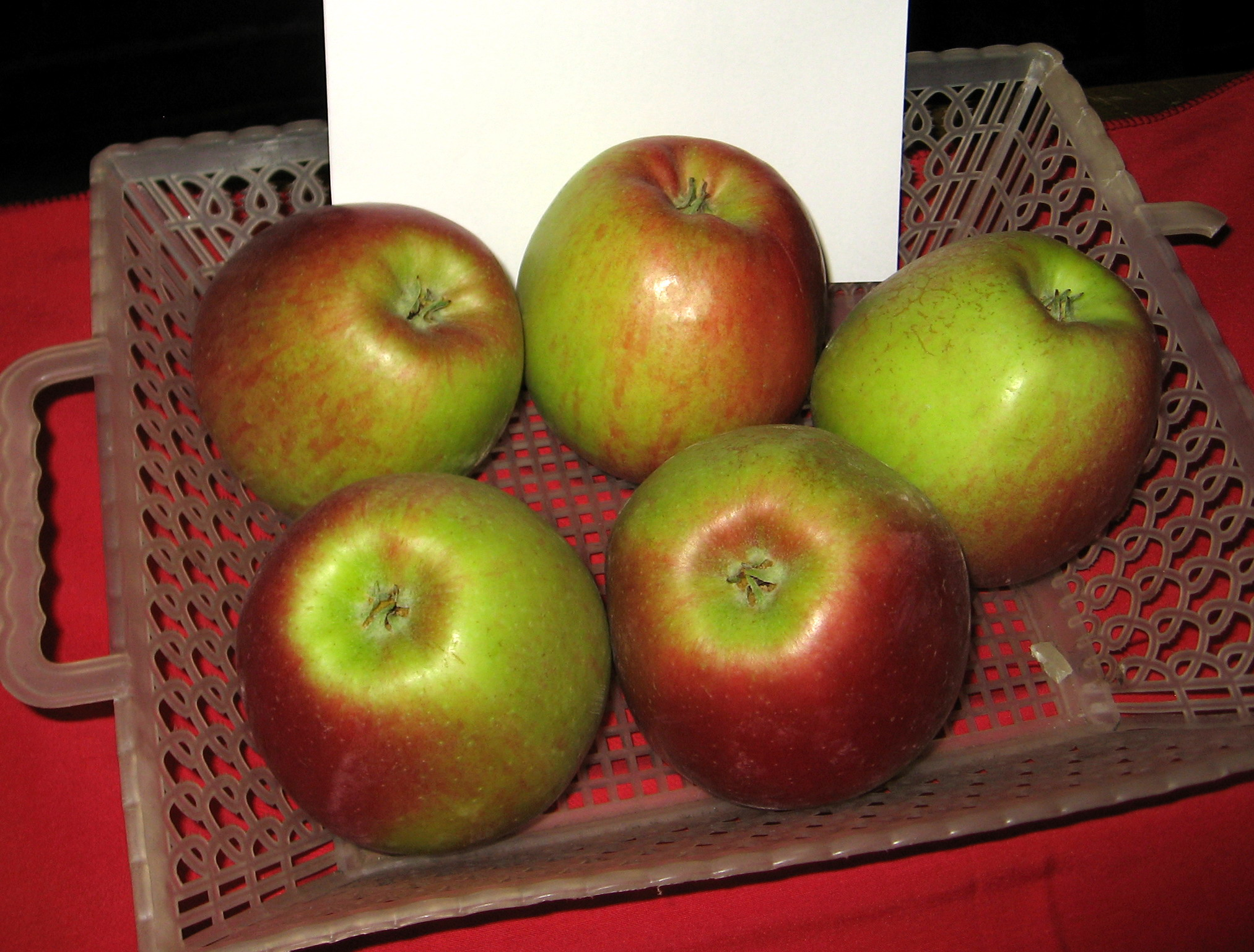
Malus domestica 'Angold'

Angold (Malus domestica 'Angold') je ovocný strom, kultivar druhu jabloň domácí z čeledi růžovitých. Plody jsou řazeny mezi odrůdy zimních jablek, sklízí se v září až říjnu, dozrává v listopadu, skladovatelné jsou do března. Odrůda je považována za rezistentní vůči některým chorobám, odrůdu lze pěstovat bez chemické ochrany.

## Historie

### Původ
Byla vyšlechtěna v ČR ve VŠÚO Holovousy. Odrůda vznikla zkřížením odrůdy Antonovka (hybridu HL A 28/39) a 'Golden Delicious'.

## Vlastnosti
Růst odrůdy je střední. Koruna je rozložitá během vegetace mírně zahušťuje. Na řez je méně náročná, vhodný je zejména letní řez. Odrůda je dobrý opylovač.

## Plodnost
Plodí záhy, bohatě a téměř pravidelně. Probírku není třeba provádět.

## Plod
Plod je kulatě kuželovitý, velký. Slupka hladká, žlutozelené zbarvení je překryté červenou barvou s žíháním a mramorováním. Slupka je místně rzivá. Dužnina je krémová se sladce navinulou chutí, velmi dobrá.

## Choroby a škůdci
Odrůda je rezistentní proti strupovitosti jabloní a vysoce odolná k padlí.

## Použití
Je vhodná ke skladování a přímému konzumu a pro průmyslové zpracování. Odrůdu lze použít do všech středních a teplých poloh.Vhodná pro všechny pěstitelské typy.